# Agrotis transiens
Agrotis transiens là một loài bướm đêm trong họ Noctuidae.